# Williston-tó
A Williston-tó avagy Williston-víztározó Kanada Brit Columbia tartományában található állóvíz, melyet a W. A. C. Bennettről elnevezett duzzasztógát megépítésekor hoztak létre. A mesterséges tó vízfelülete 1761 km², s ezzel a legnagyobb tó Brit Columbiában[forrás?], illetve a hetedik legnagyobb víztározó a világon[forrás?].

## Földrajzi környezete
A tó jelenleg a Finlay és a Parsnip folyók legalsó szakaszának völgyét, korábbi összefolyásuk helyét, a Finlay Forks-ot, valamint az összefolyásukból keletkező Peace-folyó legfelső szakaszának völgyét tölti ki. A tó létrehozása előtt a Finley és a Parsnip folyók az észak-északnyugat–dél-délkelet csapásirányú „Rocky Mountain Trench” (tükörfordításban „Sziklás-hegységi-árok”) mélyedésében találkoztak, s közös vizük, a Peace ebből az árokból kiágazó, közel nyugat–kelet csapásirányú völgyön, a Peace-kanyonon keresztül folyt tovább kelet felé. Jelenleg a Finley észak-északnyugat felől, a Parsnip dél-délkelet felől táplálja a víztározót, melynek vizét a Peace vezeti le keleti irányban.
A víztározóba az alább felsorolt jelentősebb folyók és patakok ömlenek:
- Finlay
- Omineca
- Ingenika folyó
- Ospika folyó
- Parsnip-folyó
- Manson-folyó
- Nation-folyó
- Nabesche folyó
- Clearwater-patak
- Carbon-patak

A víztározó partja mentén több „provincial park” (tükörfordításban „tartományi park”) található:
- Muscovite Lakes Provincial Park
- Butler Ridge Provincial Park
- Heather-Dina Lakes Provincial Park
- Ed Bird-Estella Provincial Park

## Története
A víztározót 1968-ban hozták létre, amikor a Peace-folyón megépítették a W. A. C. Bennett-duzzasztógátat. A tó létrehozása egyúttal a szekani indiánok ősi területeinek elárasztását is jelentette. Az állóvíz Ray Gillis Willistonról kapta a nevét, aki az akkori „Minister of Lands, Forests and Water Resources” (tükörfordításban „föld-, erdő- és vízügyi miniszter”) volt.

## Fordítás
Ez a szócikk részben vagy egészben  a   Williston Lake című angol Wikipédia-szócikk ezen változatának fordításán alapul.  Az eredeti cikk szerkesztőit annak laptörténete sorolja fel. Ez a jelzés csupán a megfogalmazás eredetét és a szerzői jogokat jelzi, nem szolgál a cikkben szereplő információk forrásmegjelöléseként.